# Chapelle Notre-Dame-des-Chaumes du Valtin
La chapelle Notre-Dame-des-Chaumes est une chapelle catholique située au Valtin, dans les Vosges, en France.

## Situation
Le monument est situé au bord de la D417 au lieu-dit du Montabeu au col de la Schlucht, à 1 150 mètres d'altitude.

## Historique
Visible depuis le col de la Schlucht, l'actuel édifice est situé à l'emplacement d'une ancienne chapelle construite en 1936 par la famille Kiesgen, propriétaire de l'Hôtel du Chalet. Cette dernière subit d'importants dommages en 1944.
La pose de la première pierre de la nouvelle chapelle a eu lieu le 9 juillet 1959. Elle fut érigée entre 1959 et 1960 sur un socle de granit et est le fruit de la collaboration entre l'architecte Dominique-Alexandre Louis, qui en conçoit la structure, et Maurice Balland de Gérardmer, chargé de sa réalisation.

## Description
La chapelle est caractérisée par une vaste baie vitrée triangulaire, limpide et dépourvue de vitraux, et un campanile couronné d'une croix. Au niveau inférieur, on retrouve un petit presbytère qui se compose d'un hall, d'un logement et d'une chaufferie. À l'étage supérieur, les croyants accèdent à la chapelle par deux tambours, l'un à l'est et l'autre à l'ouest.

## Protection
Elle est labellisée « Patrimoine du XXe siècle » depuis 2016.